# Ectropothecium hyalinum
Ectropothecium hyalinum är en bladmossart som beskrevs av Fleischer 1904. Ectropothecium hyalinum ingår i släktet Ectropothecium och familjen Hypnaceae. Inga underarter finns listade i Catalogue of Life.